# 和田神社 (本宮市)
和田神社（わだじんじゃ）は福島県本宮市和田字中ノ宮18に鎮座する神社。
御祭神は大名牟遅命（大国主命）。

## 由緒
旧称は庭渡神社。明治5年に和田神社に改称した。昔疫病が流行した時、大和国磯城郡三輪町に鎮座する官幣大社大神神社の御分霊を勧請し奉祀したと伝えられている。

## 例大祭
春季例祭が4月第1日曜日、秋季例祭が11月3日（文化の日）。神楽殿で出雲流の太々神楽が奉納される。

## 摂末社
- 護国神社